# Scott 4
| Recensione    | Giudizio   |
| ------------- | ---------- |
| AllMusic      | [ 2 ]      |
| Pitchfork     | 9.0/10     |
| Trouser Press | favorevole |

Scott 4 è il quinto album in studio del cantautore statunitense Scott Walker (e non il quarto, che fu invece Scott: Scott Walker Sings Songs from his TV Series), pubblicato originariamente dalla Philips Records nel 1969. Inizialmente distribuito con il nome di battesimo dell'autore, si rivelò un fiasco commerciale, non riuscendo ad entrare in nessuna classifica. Tuttavia venne acclamato dalla critica, che lo ha reputato non solo il migliore della serie "Scott", ma anche uno dei capolavori in generale della carriera del cantante, venendo inserito nel libro 1001 Albums You Must Hear Before You Die. Artisti quali David Bowie e i Radiohead lo hanno pure citato tra i loro rispettivi dischi preferiti di sempre.

## Il disco
Scott 4 fu il primo dei quattro album di Walker a contenere soltanto composizioni originali (Scott, Scott 2 e Scott 3 infatti erano composti anche da cover di canzoni di vario genere e soprattutto da interpretazioni in inglese di pezzi di Jacques Brel, che sarebbero poi confluiti nella raccolta Scott Walker Sings Jacques Brel).
Sul retro-copertina vi è scritta una frase dello scrittore franco-algerino Albert Camus, «il lavoro di un uomo non è altro che questo lento trek per riscoprire, attraverso le deviazioni d'arte, quelle due o tre immagini grandi e semplici nella cui presenza il suo cuore si è aperto per la prima volta».
La traccia d'apertura, The Seventh Seal, è ispirata all'omonimo film del 1957 di Ingmar Bergman. La settima invece, The Old Man's Back Again (Dedicated to the Neo-Stalinist Regime), si riferisce al Patto di Varsavia per l'invasione della Cecoslovacchia del 1968.

## Pubblicazione
Come già accennato, l'album non riuscì ad entrare in nessuna classifica. La causa di ciò è stata presumibilmente la scelta di Walker di rilasciarlo non con il suo pseudonimo col quale si era fatto conoscere, ma bensì con il suo nome di battesimo, Noel Scott Engel. Tutte le successive ristampe lo hanno sostituito con il vecchio "Scott Walker".

## Lista delle tracce
Testi e musiche di Noel Scott Engel.
1. The Seventh Seal – 4:58
2. On Your Own Again – 1:48
3. The World's Strongest Man – 2:21
4. Angels of Ashes – 4:22
5. Boy Child – 3:38

1. Hero of the War – 2:29
2. The Old Man's Back Again (Dedicated to the Neo-Stalinist Regime) – 3:43
3. Duchess – 2:51
4. Get Behind Me – 3:14
5. Rhymes of Goodbye – 3:04

Durata totale: 15:21

## Pubblicazioni
| Paese                 | Data             | Etichetta         | Formato                          | Catalogo  |
| --------------------- | ---------------- | ----------------- | -------------------------------- | --------- |
| Regno Unito           | novembre 1969    | Philips           | LP (Accreditato a 'Scott Engel') | SBL 7913  |
| UK                    | 3 agosto 1992    | Fontana           | CD                               | 510 882-2 |
| UK                    | 5 giugno 2000    | Fontana           | HDCD                             | 510 882-2 |
| Stati Uniti d'America | 15 febbraio 2008 | 4 Men With Beards | LP                               | 4M152     |